# 西岸寺 (京都市伏見区下油掛町)
西岸寺（さいがんじ）は、京都府京都市伏見区下油掛町にある浄土宗の寺である。同じ伏見区内の深草にある西岸寺（浄土真宗本願寺派）とは別の寺院である。俗に油懸地蔵（あぶらかけじぞう）と呼ばれる。山号は油懸山、院号は地蔵院。

## 歴史
- 天正18年（1590年）、僧雲海の開基とされている。
- 慶応4年（1868年）の鳥羽・伏見の戦いで、地蔵堂を残して焼失した。

## 地蔵石仏
鎌倉時代のものとみられる石造りの地蔵の立像がある。油を注いで祈れば願いがかなうとされて信仰を集め、油のために黒光りしている。

## 芭蕉句碑
松尾芭蕉の句碑が地蔵堂の北側にある。句碑の表面には「我衣(わがきぬ)に ふしみの桃の しづくせよ」としるされている。貞享年間、西岸寺に同門と伝えられる僧任口を訪ねたおりの句である。

## ギャラリー

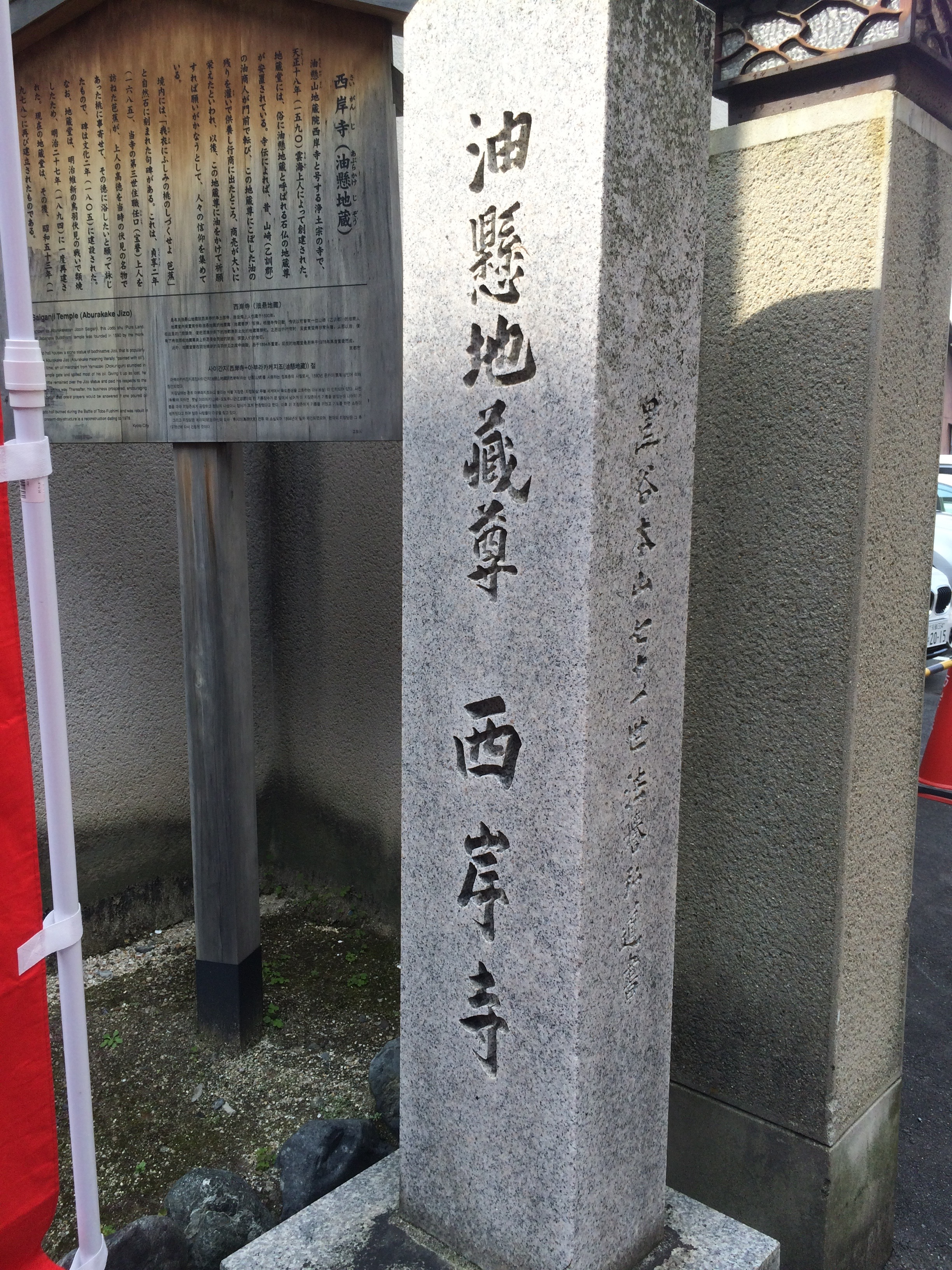
石碑
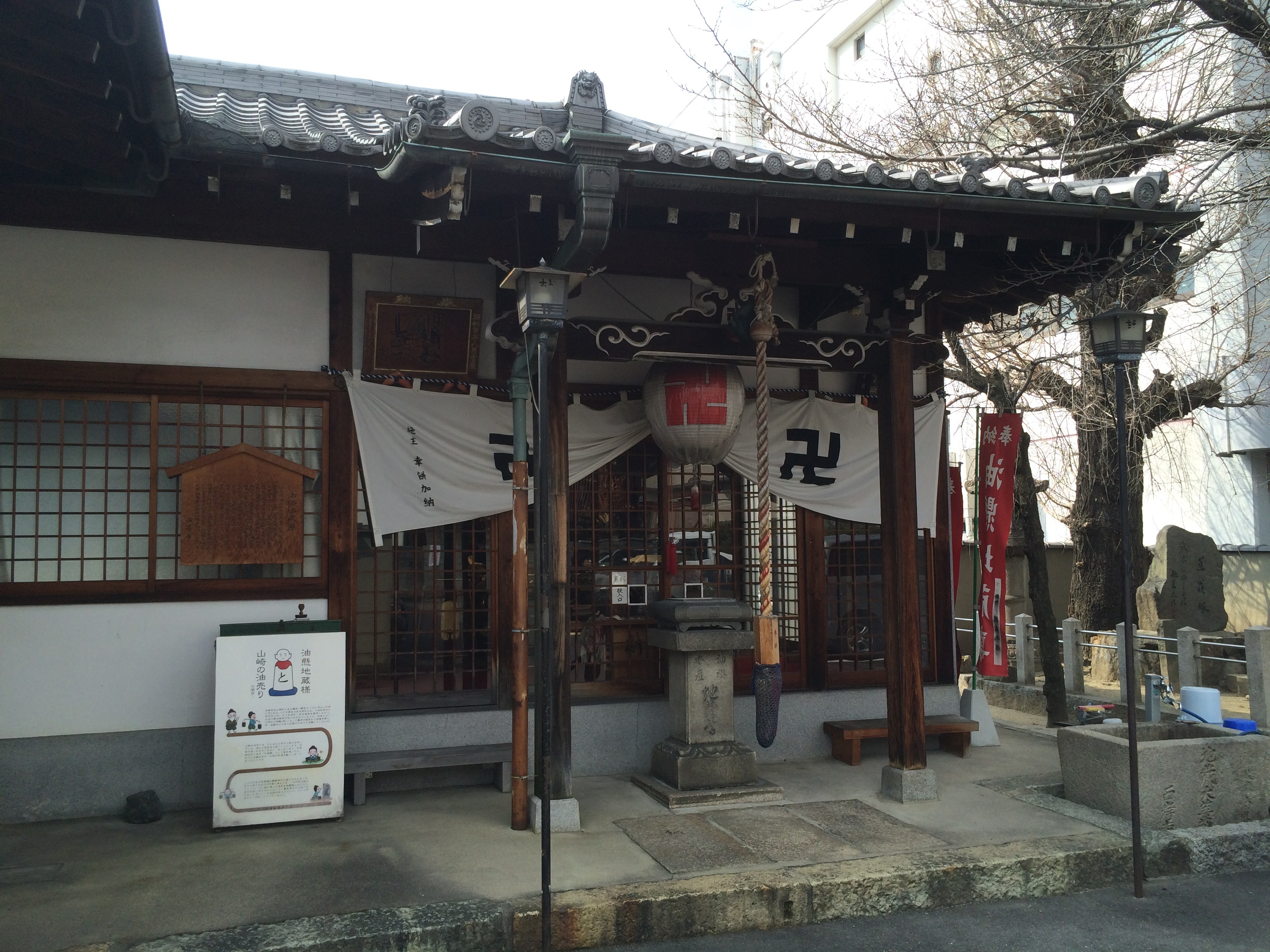
地蔵堂
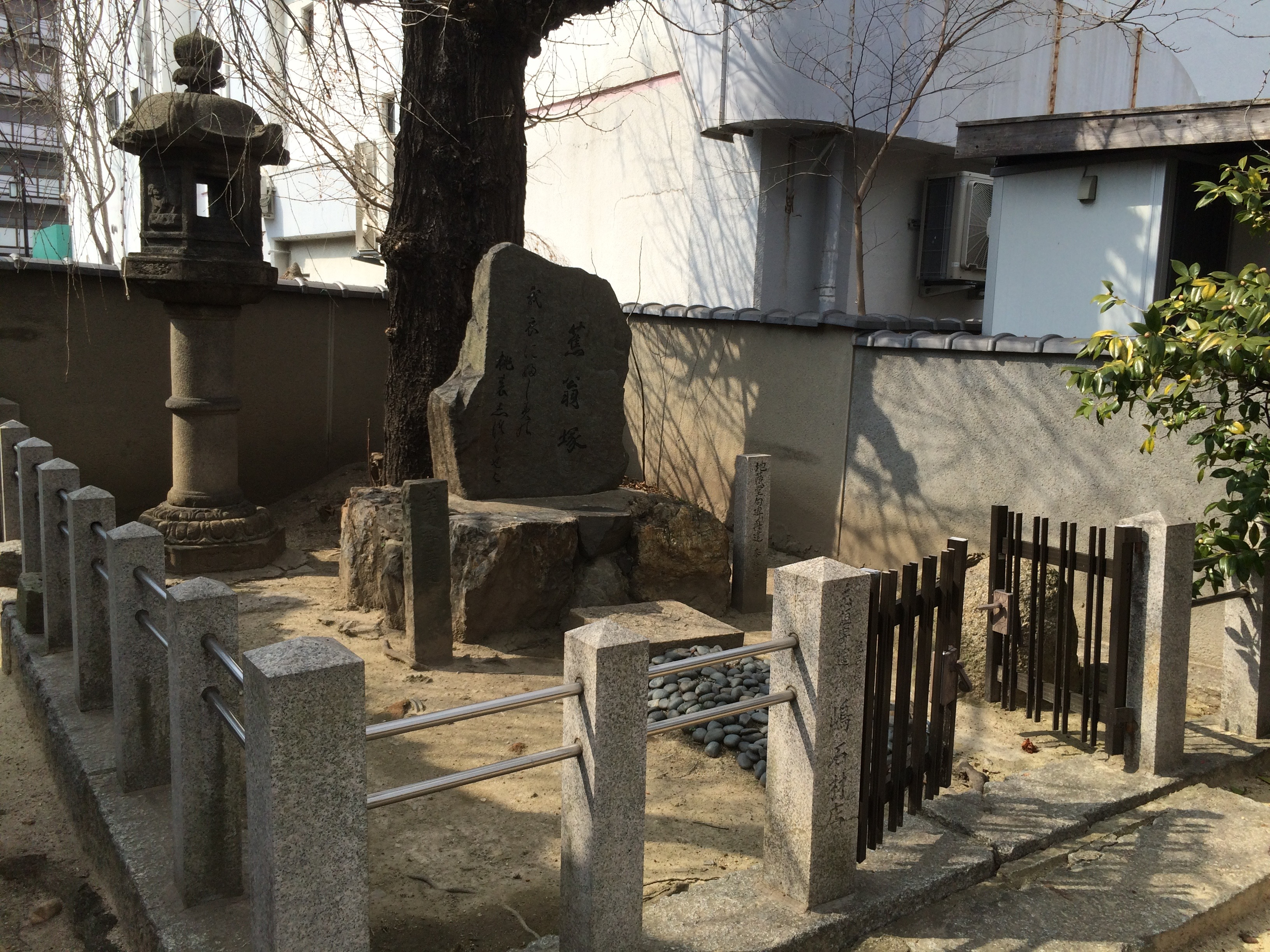
芭蕉句碑
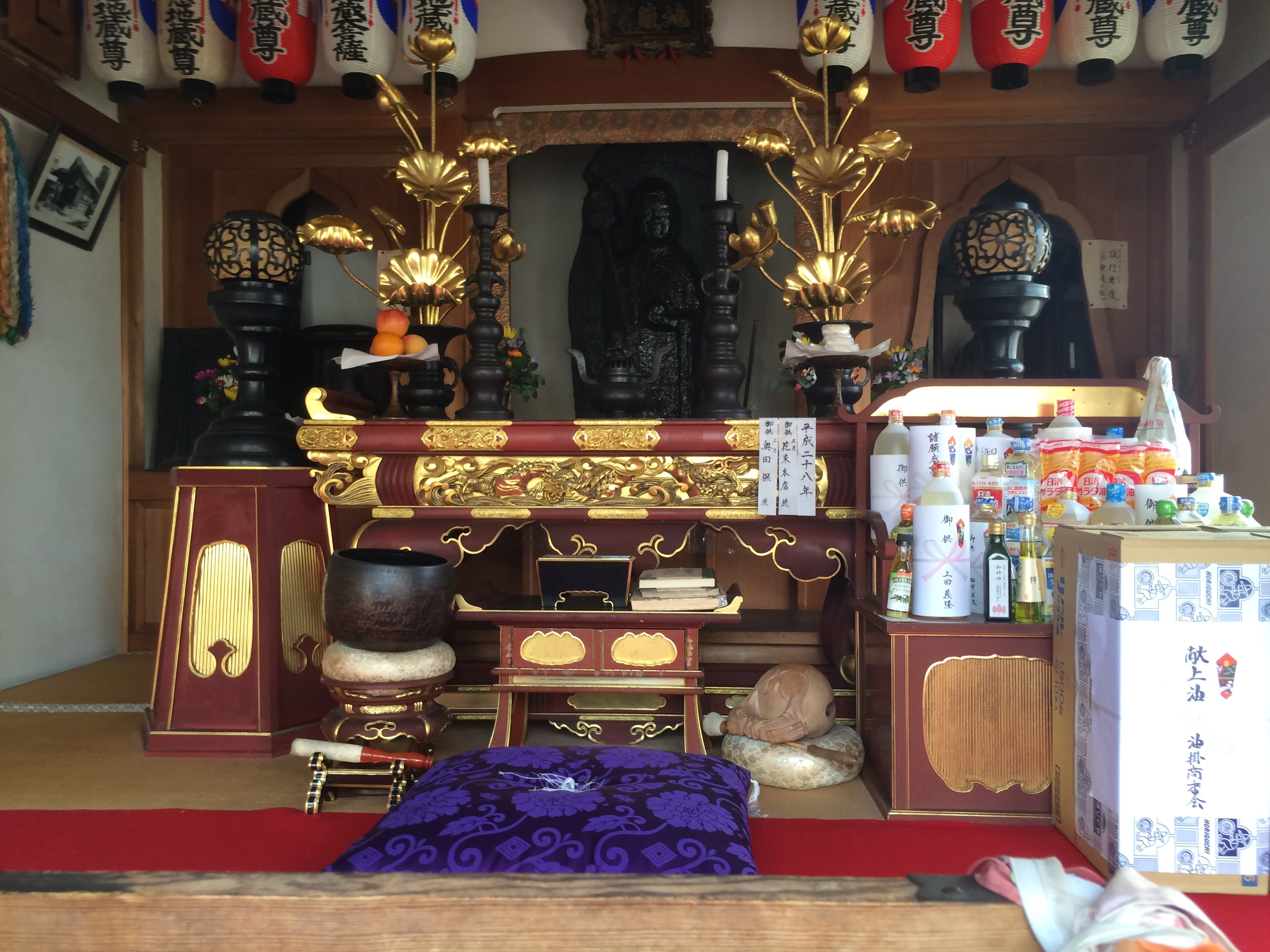
油懸地蔵
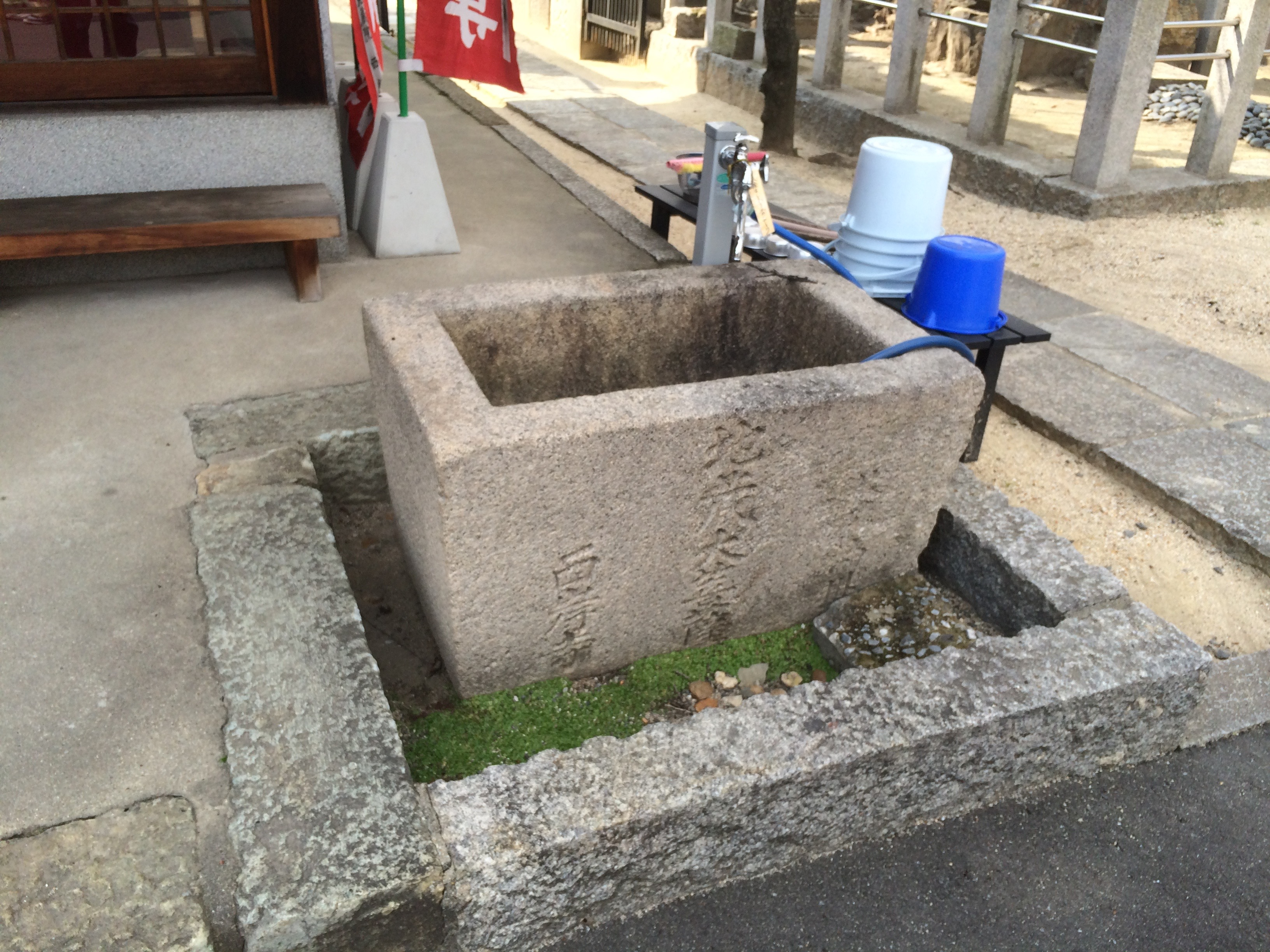
手水鉢

## アクセス
- 京阪本線中書島駅下車　徒歩7分